# Nawsie (Rozkochów)
Nawsie – część wsi Rozkochów w Polsce położona w województwie małopolskim, w powiecie chrzanowskim, w gminie Babice.
W latach 1975–1998 Nawsie położone było w województwie katowickim.